# Greven
Pour les articles homonymes, voir Greven (homonymie).
Greven est une ville de Rhénanie-du-Nord-Westphalie en Allemagne, située dans l'arrondissement de Steinfurt, dans le district de Münster, dans le Landschaftsverband de Westphalie-Lippe.

## Politique et administration

### Conseil municipal
Depuis les élections municipales du 25 mai 2014 en Rhénanie-du-Nord-Westphalie, le conseil municipal de Greven se compose 38 conseillers municipaux (députés locaux) :
| parti                                                             | nombre des votes | changement des votes (en comparaison avec l'élection précédente) | sièges | changement des sièges |
| ----------------------------------------------------------------- | ---------------- | ---------------------------------------------------------------- | ------ | --------------------- |
| CDU                                                               | 38,6 %           | +3,3 %                                                           | 14     | −3                    |
| SPD                                                               | 33,4 %           | +9,9 %                                                           | 12     | +1                    |
| GRÜNE                                                             | 13,2 %           | −2,9 %                                                           | 5      | −3                    |
| Reckenfeld directe (groupe radical pour la commune de Reckenfeld) | 4,5 %            | −0,3 %                                                           | 2      | ±0                    |
| FDP                                                               | 4,1 %            | −10,4 %                                                          | 2      | −5                    |
| LINKE                                                             | 4,1 %            | +0,9 %                                                           | 2      | ±0                    |
| UFW (groupe indépendant)                                          | 2,1 %            | −0,6 %                                                           | 1      | ±0                    |

### Maire
Les citoyens de Greven ont élu le social-démocrate Peter Vennemeyer comme maire en 2007. En 2014, il était re-élu au premier tour avec 51 % des votes jusqu'à 2020.

### Jumelage
Depuis le 30 novembre 1968, Greven est jumelée avec la ville de Montargis (Loiret).